# 细柄茴芹
细柄茴芹（学名：Pimpinella filipedicellata）是伞形科茴芹属的植物，是中国的特有植物。分布于中国大陆的西藏等地，见于山坡大岩隙缝中，目前尚未由人工引种栽培。